# Landenhausen

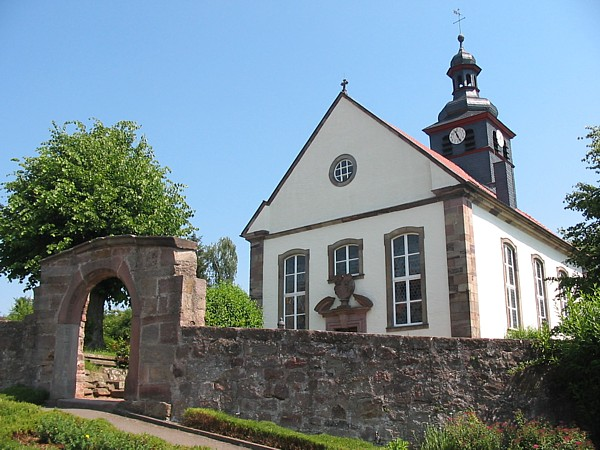
Evangelische Kirche (Landenhausen)

Landenhausen ist ein Ortsteil der Gemeinde Wartenberg im mittelhessischen Vogelsbergkreis mit rund 1400 Einwohnern. Die Orte Landenhausen und Angersbach bilden zusammen die Gemeinde Wartenberg im mittelhessischen Vogelsbergkreis.

## Geografie
Landenhausen liegt in etwa 272 Meter Höhe an den östlichen Ausläufen des Vogelsberges, etwa 17 Kilometer westlich von der Barockstadt Fulda und 8 Kilometer südöstlich der Stadt Lauterbach (Hessen) in einer waldreichen Mittelgebirgslandschaft. Benachbarte Orte (im Uhrzeigersinn) sind im Norden unmittelbar Angersbach (gemeinsam Gemeinde Wartenberg), im Osten der Kurort Bad Salzschlirf, Eichenau und im Südosten Müs (Gemeinde Großenlüder), welche dem Landkreis Fulda zugeordnet werden. Im Südwesten grenzt Landenhausen an Stockhausen (Stadt Herbstein) und im Westen an Rudlos (Kreisstadt Lauterbach). Die Hauptwindrichtungen in Wartenberg sind Nord-Ost sowie Süd-West.

## Ortsgeschichte

### Namensherkunft
Aus der Namensform geht hervor, dass der Ort seine Anfänge zwischen 700 und 800 n. Chr. hat: Der Name bedeutet so viel wie „Häuser bzw. Siedlung des Lando“. Lando ist die Kurzform eines Rufnamens.
Historische Namensformen: Landenhausen wird mit dem 20. September 812 gemeinsam mit
Die erste urkundliche Erwähnung von Angersbach und Landenhausen stammt aus dem Jahre 812. In einem Kopiar, dem Codex Eberhardi, heißt es: „inter lantenhusen et Zangersbach“ (zwischen Landenhausen und Angersbach). Das Kopiar  Codex Eberhardi, welcher ein zusammenfassendes Verzeichnis der zahlreichen Güter des Reichsklosters Fulda darstellt, wurde um 1160 erstellt. Die Überlieferungen von 1270 Henricus de Landenhusen und aus dem Jahre 1372 Landinhußen sind weitere Belege.

### Frühmittelalter

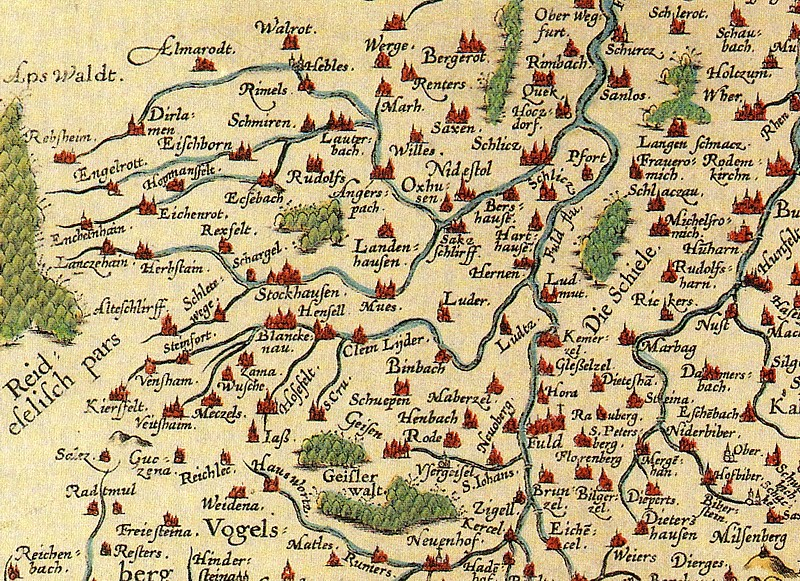
Ausschnitt zeigt das „Fuldaer Becken“. Landenhausen ist mittig verzeichnet. Landkarte „der Buchavia oder des Hochstifts Fulda“ von W. Regerwill, 1574

Die ersten Siedler hatten einen Anführer, dessen Aufgabe es war, die erste Siedlergeneration vor Gefahren zu bewahren. Deshalb liegt es nahe, dass ein Schloss oder ein befestigtes Gebäude in Dorfnähe gestanden haben muss. Im Wiesengelände „Im Burggipfel“ oder „Am Burggipfel“ unterhalb des Dorfes befinden sich Fundamente aus Sandsteinen, die noch immer im Boden versteckt sind. Ortseinwohner berichteten von den Ausgrabungen im Gelände und schilderten im Gelände Fundamente gesehen zu haben. Bei den Ausgrabungen kamen Sandsteinmauern (ca. 40 cm Dicke) ans Tageslicht und man erkannte, dass diese einen Platz von ca. 40 m² umschlossen. Darüber hinaus wurden Sandsteinplatten erkannt, die einen Vorhof markierten und einen Torbogen, von dem nicht weit entfernt Hufeisen und Pferdeknochen gefunden wurden. Der Burgeingang muss sich in Richtung Dorf befunden haben. Aus dem Riedesel-Archiv geht hervor, dass die im 18. Jahrhundert noch erkennbaren Ruinen eines „verfallenen Schlosses“ von einem Schultheiß beiseite geräumt wurden. Dabei hat es sich vermutlich um eine Art Wasserburg gehandelt, zumal die Umgebung des Wiesengeländes noch heute von mehreren Wasserläufen durchzogen ist und an manchen Stellen sumpfiges Ödland besteht. Jedoch sind urkundliche Belege für diese Burg nur sehr spärlich vorhanden, was darauf hindeutet, dass diese Episode der kleinen Burgen und befestigten Plätze aus der fränkischen Königszeit sehr bald aufgegeben wurde.

### Herren von Landenhausen und von Angersbach

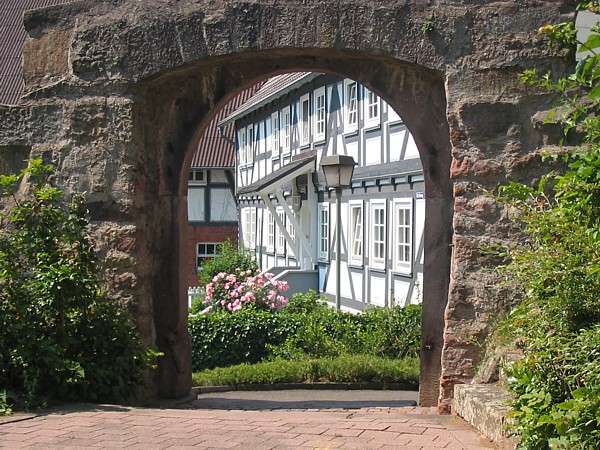
Renaissanceportal mit der Jahreszahl 1588 und Fachwerkhaus von 1697 in Landenhausen

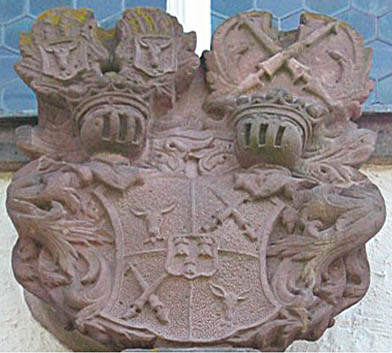
Das Wappen der Riedesel zu Eisenbach, Erbmarschälle von Hessen über der Kirchentür von Landenhausen

Aus einer Urkunde des Jahres 1114 gehen die Namen des Heinrich von Landenhausen (Ortsadel wird auch 1270 lat. als Heinricus de Landenhusen villicus genannt) und dessen Sohn Herold von Landenhausen hervor. Im 13. Jahrhundert gab es folgerichtig noch das Geschlecht derer von Landenhausen. Auch die Nennung des Friedrich von Angersbach in derselben Urkunde lässt darauf schließen, dass sich die Herren von Landenhausen und von Angersbach nahestanden. Da keine Urkunden existieren, die Hinweise auf das weitere Leben derer von Landenhausen geben könnten, gehen Vermutungen davon aus, dass die von Landenhausen durch eheliche Verbindungen oder durch Erbfolgen im Geschlecht Angersbach (ab 1232 von Wartenberg genannt und auf Burg Wartenberg lebend) aufgingen. Wiederum gelangte das Eigentum der Wartenberger durch Eheschließungen mit allen Rechten an die Herren von Eisenbach. Ab diesem Zeitpunkt bestimmte und wirkte das Rittergeschlecht der Riedesel über Jahrhunderte in der Region.
Auch finden sich in den Fuldaer Urkunden, datiert 1114, eine Schenkung der Landenhausener und Angersbacher Adligen an das Kloster Fulda. In diesem Zusammenhang werden die Adelsgeschlechter von Landenhausen und von Angersbach in dieser Schenkungsurkunde aufgeführt. Wortwörtlich heißt es im Kontext der Urkunde: „ein gewisser gläubiger Mensch namens Heinrich von Landenhausen“, lat. „quidam fidelis homo nomine Heinricus de Lantenhusen“. Die Bedeutung des „homo“ ist hier entscheidend, da in den Urkunden dieses Wort zumeist für Menschen eines höheren Standes oder Adelsgeschlechts verwendet wurde. Bei Heinrich von Landenhausen handelt es sich vermutlich um einen Nachkommen des ersten Adligen Lando, der als Begründer und Namensgeber der Siedlung Landenhausen gilt. Es ist davon auszugehen, dass der Wohnsitz derer von Landenhausen noch die Wasserburg im heutigen Wiesengelände „Im Burggipfel“ gewesen ist.

### Neuzeit
In Landenhausen galten die Riedesel’schen Verordnungen als Partikularrecht. Das Gemeine Recht galt nur, soweit diese Verordnungen keine Bestimmungen enthielten. Dieses Sonderrecht behielt theoretisch seine Geltung auch während der Zugehörigkeit zum Großherzogtum Hessen im 19. Jahrhundert, in der gerichtlichen Praxis wurden aber nur noch einzelne Bestimmungen angewandt. Das Partikularrecht wurde zum 1. Januar 1900 von dem einheitlich im ganzen Deutschen Reich geltenden Bürgerlichen Gesetzbuch abgelöst.
Die Statistisch-topographisch-historische Beschreibung des Großherzogthums Hessen berichtet 1830 über Landenhausen:

„Landenhausen (L. Bez. Lauterbach) evangel. Pfarrdorf; liegt in einer fruchtbaren Ebene des Vogelsbergs. 2 St. von Lauterbach, und gehört dem Freiherrn von Riedesel. Man findet 138 Häuser und 792 Einwohner, die außer 4 Katholiken evangelisch sind, so wie 1 Kirche, 3 Mahlmühlen, 2 Gemeinde Backhäuser und ein Grenznebenzollamt II. Classe. Die Einwohner treiben stark die Spinnerei und Weberei, so wie den Garn- und Leinwandhandel, und namentlich im Winter sind fast sämmtliche Einwohner mit dem Verarbeiten des Flachses beschäftigt, und der Handel wird hauptsächlich nach Fulda hin betrieben. Die Gemarkung erzeugt namentlich Weißkraut im Ueberfluß, wovon ein großer Theil außerhalb abgesetzt wird. Auch die Obstzucht ist von einigem Belang, und ist besonders durch die hiesige Baumschule in Aufnahme gekommen. Die Sandsteinbrüche liefern Mühlsteine, die weit verführt werden, und deren Bearbeitung immer mehrere Arbeiter beschäftiget. – Landenhausen wird gelegenheitlich der Einweihung der Kirche zu Schlitz den 11. September 812 genannt, und dieser Kirche zugewiesen. Im Jahr 1441 gab die Abtei Fuld diesen Ort mit andern, an Hermann Riedesel, zur Besserung seiger Lehen, und 1806. kam er unter Hess Hoheit.“

Zweiter Weltkrieg
Landenhausen sowie das übrige Vogelsberggebiet blieben bis kurz vor Ende des Zweiten Weltkrieges weitgehend von kriegerischen Auseinandersetzungen verschont. Im Jahr 1942 kamen viele Menschen aus bombengefährdeten Städten aufs Land, um Schutz zu suchen. Etwa 100 Personen kamen in dieser Zeit nach Landenhausen (besonders aus dem bombengefährdeten Köln und Offenbach).
Am 28. März 1945 wurde bekannt, dass amerikanische Truppen Schotten und Alsfeld erreicht hatten. Deutsche Nachrichtentruppen versuchten bis dato eine Telegraphenleitung nach Fulda zu verlegen, wobei die Truppe mit Gewehren auf einen über das Dorf zurückfliegenden amerikanischen Jagdbomber schoss. Infolgedessen warf das Flugzeug zwei Bomben ab, welche im Bereich des Oberdorfes niedergingen. Insgesamt waren daraus 11 Opfer zu beklagen.
Nach dem Zweiten Weltkrieg lagen die Bemühungen vor allem darin, 1946 hunderte von Heimatvertriebene aus den ehemaligen deutschen Ostgebieten – überwiegend aus dem Sudetenland – in das dörfliche Leben von Landenhausen zu integrieren.
Hessische Gebietsreform (1970–1977)
Zum 1. August 1972 wurde im Zuge der Gebietsreform in Hessen kraft Landesgesetz aus den Gemeinden Angersbach und Landenhausen die neue Gemeinde Wartenberg gebildet.

### Verwaltungsgeschichte im Überblick
Die folgende Liste zeigt die Staaten und Verwaltungseinheiten, denen Landenhausen angehört(e):
- vor 1806: Heiliges Römisches Reich, Zent Landenhausen der Riedesel Freiherr zu Eisenbach
- ab 1806: Großherzogtum Hessen (Souveränitätslande),[Anm. 2] Fürstentum Oberhessen, Oberamt Alsfeld, Zent Landenhausen (zur Herrschaft Riedesel)
- ab 1815: Großherzogtum Hessen (Souveränitätslande), Provinz Oberhessen, Amt Altenschlirf (zur Herrschaft Riedesel)
- ab 1821: Großherzogtum Hessen, Provinz Oberhessen, Landratsbezirk Herbstein[Anm. 3]
- ab 1825: Großherzogtum Hessen, Provinz Oberhessen, Landratsbezirk Lauterbach
- ab 1848: Großherzogtum Hessen, Regierungsbezirk Alsfeld
- ab 1852: Großherzogtum Hessen, Provinz Oberhessen, Kreis Lauterbach
- ab 1867: Norddeutscher Bund, Großherzogtum Hessen, Provinz Oberhessen, Kreis Lauterbach
- ab 1871: Deutsches Reich, Großherzogtum Hessen, Provinz Oberhessen, Kreis Lauterbach
- ab 1918: Deutsches Reich, Volksstaat Hessen, Provinz Oberhessen, Kreis Lauterbach
- ab 1938: Deutsches Reich, Volksstaat Hessen, Landkreis Lauterbach[13][Anm. 4]
- ab 1945: Deutsches Reich, Amerikanische Besatzungszone,[Anm. 5] Groß-Hessen, Regierungsbezirk Darmstadt, Landkreis Lauterbach
- ab 1946: Deutsches Reich, Amerikanische Besatzungszone, Hessen, Regierungsbezirk Darmstadt, Landkreis Lauterbach
- ab 1949: Bundesrepublik Deutschland, Hessen, Regierungsbezirk Darmstadt, Landkreis Lauterbach
- ab 1972: Bundesrepublik Deutschland, Hessen, Regierungsbezirk Darmstadt, Vogelsbergkreis, Gemeinde Wartenberg
- ab 1981: Bundesrepublik Deutschland, Hessen, Regierungsbezirk Gießen, Vogelsbergkreis, Gemeinde Wartenberg

### Einwohnerentwicklung
| Landenhausen: Einwohnerzahlen von 1834 bis 2015 | Landenhausen: Einwohnerzahlen von 1834 bis 2015 | Landenhausen: Einwohnerzahlen von 1834 bis 2015 | Landenhausen: Einwohnerzahlen von 1834 bis 2015 | Landenhausen: Einwohnerzahlen von 1834 bis 2015 |
| --- | ----------------------------------------------- | ----------------------------------------------- | ----------------------------------------------- | ----------------------------------------------- |
| Jahr |                                                 |                                                 |                                                 | Einwohner                                       |
| 1834 | 1834                                            |                                                 | 1.147                                           | 1.147                                           |
| 1840 | 1840                                            |                                                 | 1.117                                           | 1.117                                           |
| 1846 | 1846                                            |                                                 | 1.238                                           | 1.238                                           |
| 1852 | 1852                                            |                                                 | 1.209                                           | 1.209                                           |
| 1858 | 1858                                            |                                                 | 1.331                                           | 1.331                                           |
| 1864 | 1864                                            |                                                 | 1.283                                           | 1.283                                           |
| 1871 | 1871                                            |                                                 | 1.269                                           | 1.269                                           |
| 1875 | 1875                                            |                                                 | 1.244                                           | 1.244                                           |
| 1885 | 1885                                            |                                                 | 1.287                                           | 1.287                                           |
| 1895 | 1895                                            |                                                 | 1.286                                           | 1.286                                           |
| 1905 | 1905                                            |                                                 | 1.296                                           | 1.296                                           |
| 1910 | 1910                                            |                                                 | 1.318                                           | 1.318                                           |
| 1925 | 1925                                            |                                                 | 1.308                                           | 1.308                                           |
| 1939 | 1939                                            |                                                 | 1.511                                           | 1.511                                           |
| 1946 | 1946                                            |                                                 | 2.174                                           | 2.174                                           |
| 1950 | 1950                                            |                                                 | 2.272                                           | 2.272                                           |
| 1956 | 1956                                            |                                                 | 2.078                                           | 2.078                                           |
| 1961 | 1961                                            |                                                 | 2.097                                           | 2.097                                           |
| 1967 | 1967                                            |                                                 | 2.130                                           | 2.130                                           |
| 1970 | 1970                                            |                                                 | 1.219                                           | 1.219                                           |
| 1980 | 1980                                            |                                                 | ?                                               | ?                                               |
| 1990 | 1990                                            |                                                 | ?                                               | ?                                               |
| 2007 | 2007                                            |                                                 | 1.384                                           | 1.384                                           |
| 2010 | 2010                                            |                                                 | 1.414                                           | 1.414                                           |
| 2011 | 2011                                            |                                                 | 1.386                                           | 1.386                                           |
| 2015 | 2015                                            |                                                 | 1.438                                           | 1.438                                           |
| Datenquelle: Historisches Gemeindeverzeichnis für Hessen: Die Bevölkerung der Gemeinden 1834 bis 1967. Wiesbaden: Hessisches Statistisches Landesamt, 1968. Weitere Quellen: ; Gemeinde Wartenberg:; Zensus 2011 |                                                 |                                                 |                                                 |                                                 |

## Politik

### Ortsbeirat
Der Ortsbeirat Landenhausen zählt zusammen fünf Mitglieder. Die Sitzverteilung stellt sich seit der letzten Kommunalwahl am 27. März 2011 wie folgt dar:
| Jahr | SPD | FWGW | CDU | Gesamt |
| ---- | --- | ---- | --- | ------ |
| 2011 | 2   | 2    | 1   | 5      |

### Wappen
Die in der Gemarkung des Ortsteils Angersbach liegende Burgruine Wartenberg  gab der 1972 im Rahmen der Gebietsreform in Hessen gebildeten Gemeinde Wartenberg den Namen und das Wappen.

## Kultur und Sehenswürdigkeiten

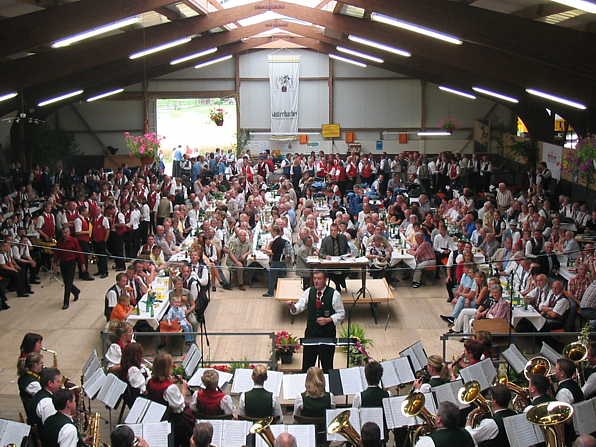
Reithalle Landenhausen: hier Bundesmusikfest 2005 der Musikvereinigung Fulda-Land-West

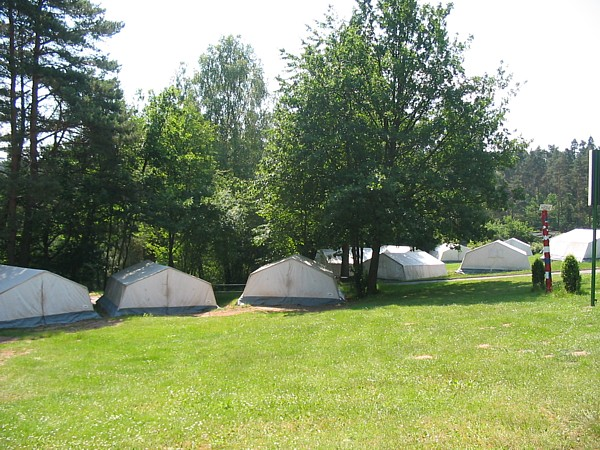
Kreisjugendheim und Zeltlager Landenhausen

Das kulturelle Leben des Dorfes wird neben den Aktivitäten der christlichen Kirchen ebenso von den ansässigen Vereinen geprägt: dem im Jahr 1891 gegründeten Männergesangverein Landenhausen, der im Jahr 1886 hervorgegangenen Freiwilligen Feuerwehr, dem Musikverein Landenhausen e. V. aus dem Jahr 1909, der Sportgemeinschaft (SG) 1920 Landenhausen mit Sportzentrum, dem Obst- und Gartenbauverein, der Hilfsgemeinschaft Landenhausen, dem Landfrauenverein, dem Geflügelzuchtverein Landenhausen, der VdK Ortsgruppe Landenhausen, dem im Jahr 2006 gegründeten Kulturverein Landenhausen und dem Reit- und Fahrverein mit seinem alljährlichen traditionellen Pfingstturnier in Landenhausen.
Darüber hinaus wurde im Jahr 1958 ein Zeltlager mit Kreisjugendheim geschaffen, was Jahre später zum Anlass genommen wurde für die Jugend des Zeltlagers ein Freischwimmbad zu bauen. Dieses entwickelte sich zu einem wichtigen Bestandteil der Gemeinde, das an Sportanlage und Turnhalle angrenzt. Das Schwimmbad wird vom Zeltlager, von der Gemeindebevölkerung und von vielen Menschen aus dem Umkreis und darüber hinaus besucht. Unter anderem ermöglicht die „DFB-Stiftung Egidius Braun“ Fußballvereinen (deren D-Junioren-/Juniorinnen-Mannschaften) des Fußball- und Leichtathletik-Verband Westfalen e. V. (FLVW) alljährliche Freizeiten im Zeltlager Landenhausen zu verbringen.
In den beiden Jahren 1977 und 1978 wurde Landenhausen im Wettbewerb „Unser Dorf soll schöner werden“ nicht nur Gebietssieger, sondern auch hessischer Landessieger. Ebenso konnte das Dorf im Jahr 1980 im Landesentscheid zum dritten Mal Sieger bleiben.

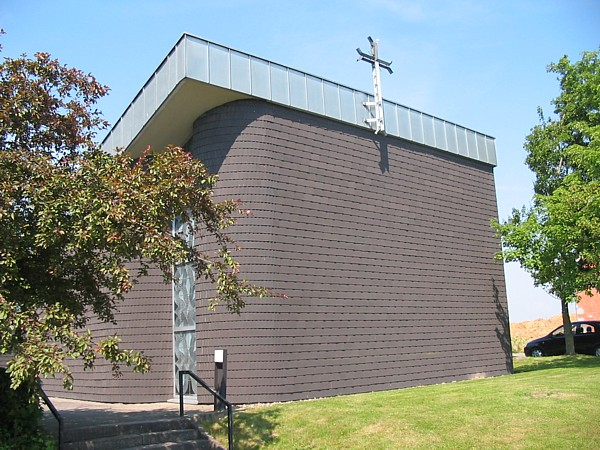
Katholische Kirche zu Landenhausen
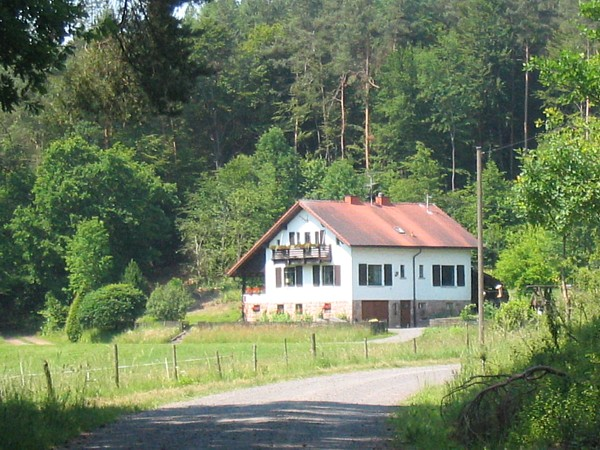
Forsthaus im Erlich
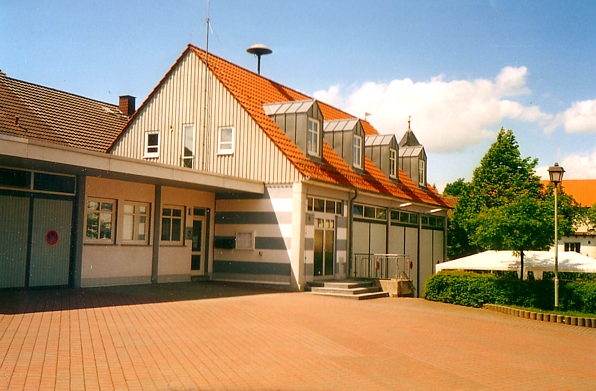
Feuerwehrhaus

## Wirtschaft und Infrastruktur

### Wirtschaftsstruktur
Landenhausen ist überwiegend Wohnsitz von Berufspendlern. Einige Haupt- und Nebenerwerbstätige Landwirte, handwerkliche Betriebe, Dienstleister und Geschäfte sind im Ort ansässig. Des Weiteren befindet sich in Landenhausen ein Kindergarten, dessen Träger die Kirchengemeinde ist.

### Verkehr
Von Landenhausen aus ist die Kreisstadt des Landkreises Fulda mit dem Pkw nach 17 Kilometern in Reichweite. Darüber hinaus liegt die Kreisstadt des Vogelsbergkreises Lauterbach etwa 8 Kilometer von Landenhausen entfernt. Landenhausen und Angersbach (Gemeinde Wartenberg) liegen an der Bundesstraße 254, die von Alsfeld nach Fulda führt. Des Weiteren verläuft die L3142 durch die Ortschaft, welche in Bad Salzschlirf endet. Über die jeweils in 3 Kilometer entfernten Bahnhöfe Angersbach und Bad Salzschlirf, die an der Bahnstrecke Gießen–Fulda liegen, besteht am Bahnhof Fulda Zugang zum ICE-Netz der Deutschen Bahn AG. Der Flughafen Frankfurt ist 135 Kilometer entfernt.

## Persönlichkeiten
- Christoph Trapp (1769–1830), Jurist und Landrat